# إيشلق
إيشلق هي قرية في مقاطعة ميانة، إيران. عدد سكان هذه القرية هو 461 في سنة 2006.